# カスパー・ホルテン
カスパー・ホルテン（デンマーク語：Kasper Holten、1973年3月29日 - ）はデンマークの劇場支配人、舞台演出家。2000 - 2011年、コペンハーゲン王立劇場のオペラ部門の芸術監督。2011 - 2016年、ロンドン・コヴェントガーデン歌劇場（ロイヤル・オペラ）のオペラ部門の芸術監督。2018年からコペンハーゲン王立劇場の支配人を務めている。2002年から2008年までカミラ・ベヒ・ホルテンと結婚。

## 経歴
ヘニング・ホルテン (Henning Holten) とボディル・ニボー・アンデルセン (Bodil Nyboe Andersen) の子として生まれた。兄弟に芸術史研究者のヨハン・ホルテンがいる。
50以上のオペラ・演劇・ミュージカルの演出を、デンマーク、ノルウェー、スウェーデン、オーストリア、フランス、ロシア、米国、アイスランド、ラトビアで手がけてきた。2003 - 2006年、コペンハーゲン王立劇場では1912年以来となるワーグナーの「ニーベルングの指輪」の演出を手がけた。これは2005年に新規開場したオペラハウスの最初の演目だった。
アールフス・サマーオペラの総監督を務め、デンマーク政府の音楽評議会 (Statens Musikråd) のメンバーとしても活動した。2006年、コペンハーゲン・ビジネス・スクール（大学院）の助教授となった。オペラ・演劇の演出家としては、デンマーク政府による劇場関連の賞であるルーメルト賞 (Reumert-priser) を複数回受賞していて、最も近いものでは2006年の「ニーベルングの指輪」による受賞がある。
映画分野のデビュー作品である「ジュアン」は、モーツァルトのオペラ「ドン・ジョヴァンニ」の英語による映画版である。2010年10月8日、釜山とハンブルクで封切し、2011年4月7日に封切となったデンマークの映画館でも成功を収めた。

## 顕彰
デンマーク政府による名誉称号である「ダンネブロ騎士」の称号を持ち（ダンネブロ勲章の保持者）、ダンネブロ騎士団の子孫への支援を行うために1888年に設立された「ダンネブロ騎士団子孫支援協会」(Foreningen af 1888 til understøttelse af Dannebrogsridderes efterladte) の運営委員会メンバーを務めている。2011年、デンマーク政府の学術芸術勲章「インゲニオ・エト・アルティ」を受賞した。

## 主な演出

### オペラ
- ワーグナー「タンホイザー」：2009年、コペンハーゲン王立劇場
- モーツァルト「フィガロの結婚」：2007年、アン・デア・ウィーン劇場
- ワーグナー「ニーベルングの指輪」：2003 - 2006年、コペンハーゲン王立劇場、ルーメルト賞
- リゲティ「ル・グラン・マカブル」：2001年、コペンハーゲン王立劇場

### 演劇
- 「マイフェアレディー」：2010年、コペンハーゲン王立劇場
- 「エウリピデス：アウリスのイフィゲニア」：2008年、コペンハーゲン王立劇場
- 「イヴァンホー」：2003年、ディレハーフェン
- 「ハムレット」：2001年、オールボー劇場、ルーメルト賞
- 「アマデウス」：2019年、コペンハーゲン王立劇場

### ミュージカル
- 「モルモンの本」：2018年、コペンハーゲン・ニー劇場

### DVD
- 「コペンハーゲンのリング」：2008年、ワーグナー「ニーベルングの指輪」新演出